# Hylarana
Hylarana es un género de anfibios anuros de la familia Ranidae. Fue descrito por primera vez por Johann Jakob von Tschudi en 1838 a partir de un ejemplar de Hyla erythraea Schlegel, 1827 de Indonesia.

## Distribución
Se encuentran en la región indomalaya: desde Sri Lanka y los Ghats Occidentales del suroeste indio hasta el sur de China, pasando por India oriental, Nepal, Bután, Indochina y Sondalandia, incluyendo la isla de Hainan.

## Sistemática
Después de su creación a partir de Hyla erythraea, Hylarana pasó a denominarse Limnodytes por Duméril y Bibron en 1841. En 1848 Gistel lo renombró como Zoodioctes y Günther, en 1864, lo denominó Hylorana al cometer una errata en su escritura. Como otros géneros de ranas, todas o algunas de sus especies han sido incluidas en diversos géneros relacionados con Rana, como Hydrophylax, Tenuirana, Amnirana, Pulchrana, Tylerana, etc. Recientemente, en publicaciones de 2005, 2006 y 2015, varios autores aportaron una vasta historia taxonómica y una revisión parcial de Hylarana, reconsiderándolo como género y relimitándolo.

### Especies
Se reconocen de 84 a 96 especies. La taxonomía de este género aun no está resuelta. Un número de especies han sido trasladadas a otros géneros (por ejemplo H. arfaki es ahora Papurana arfaki).

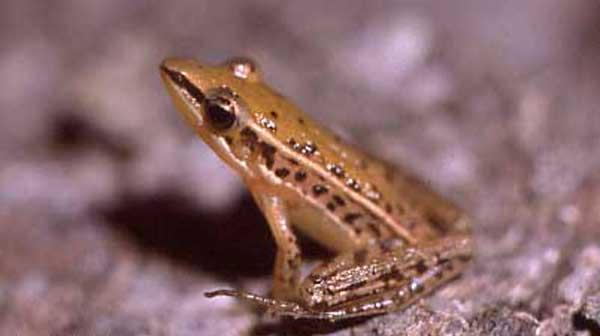
Hylarana macrodactyla

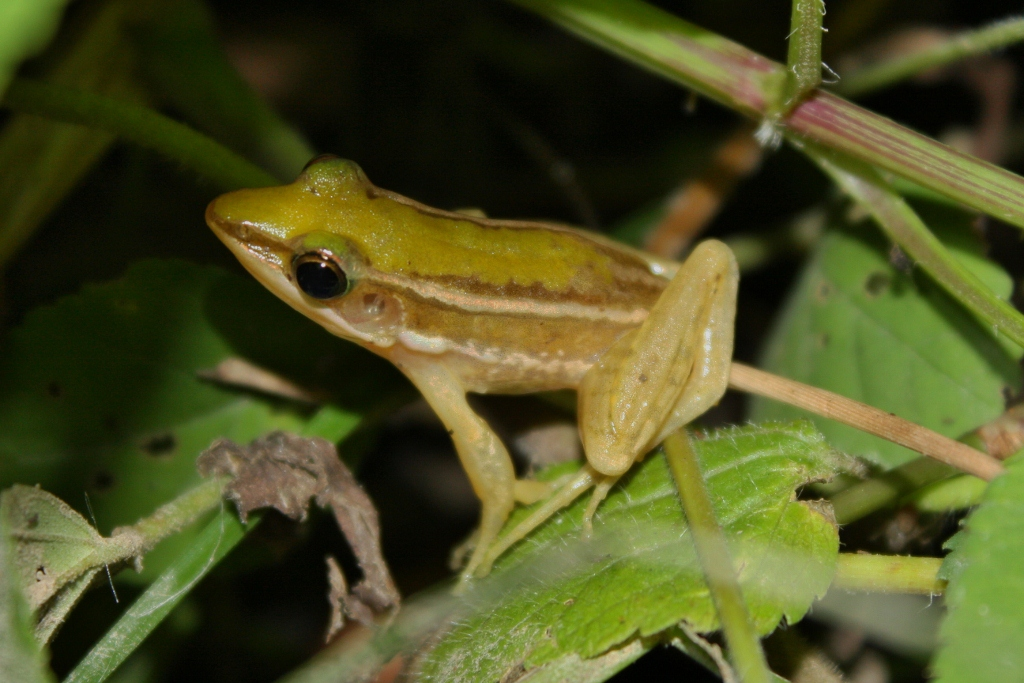
Hylarana taipehensis

- Hylarana albolabris (Hallowell, 1856)
- Hylarana albotuberculata (Inger, 1954)
- Hylarana amnicola Perret, 1977
- Hylarana arfaki (Meyer, 1875)
- Hylarana asperrima Perret, 1977
- Hylarana attigua (Inger, Orlov, and Darevsky, 1999)
- Hylarana aurantiaca (Boulenger, 1904)
- Hylarana aurata (Günther, 2003)
- Hylarana banjarana (Leong and Lim, 2003)
- Hylarana baramica (Boettger, 1900)
- Hylarana caesari (Biju et al., 2014)
- Hylarana celebensis (Peters, 1872)
- Hylarana chalconota (Schlegel, 1837)
- Hylarana chitwanensis (Das, 1998)
- Hylarana chozhai Naveen, Chandramouli, Praveenraj & Babu, 2024[8]
- Hylarana crassiovis (Boulenger, 1920)
- Hylarana cubitalis (Smith, 1917)
- Hylarana daemeli  (Steindachner, 1868)
- Hylarana darlingi (Boulenger, 1902)
- Hylarana debussyi (Van Kampen, 1910)
- Hylarana doni (Biju et al., 2014)
- Hylarana elberti (Roux, 1911)
- Hylarana erythraea (Schlegel, 1837)
- Hylarana eschatia (Inger, Stuart, and Iskandar, 2009)
- Hylarana everetti (Boulenger, 1882)
- Hylarana faber (Ohler, Swan, and Daltry, 2002)
- Hylarana flavescens (Jerdon, 1853)
- Hylarana florensis (Boulenger, 1897)
- Hylarana fonensis (Rödel and Bangoura, 2004)
- Hylarana galamensis (Duméril and Bibron, 1841)
- Hylarana garoensis (Boulenger, 1920)
- Hylarana garritor (Menzies, 1987)
- Hylarana glandulosa (Boulenger, 1882)
- Hylarana gracilis (Gravenhorst, 1829)
- Hylarana grandocula (Taylor, 1920)
- Hylarana grisea (Van Kampen, 1913)
- Hylarana guentheri (Boulenger, 1882)
- Hylarana hekouensis Fei, Ye, and Jiang, 2008
- Hylarana indica (Biju et al., 2014)
- Hylarana intermedius (Rao, 1937)
- Hylarana igorota (Taylor, 1922)
- Hylarana jimiensis (Tyler, 1963)
- Hylarana kampeni (Boulenger, 1920)
- Hylarana kreffti (Boulenger, 1882)
- Hylarana labialis  (Boulenger, 1887)
- Hylarana laterimaculata (Barbour and Noble, 1916)
- Hylarana latouchii (Boulenger, 1899)
- Hylarana lemairei (de Witte, 1921)
- Hylarana leptoglossa (Cope, 1868)
- Hylarana lepus (Andersson, 1903)
- Hylarana longipes (Perret, 1960)
- Hylarana luctuosa (Peters, 1871)
- Hylarana luzonensis (Boulenger, 1896)
- Hylarana macrodactyla  Günther, 1858
- Hylarana macrops (Boulenger, 1897)
- Hylarana malabarica (Tschudi, 1838)
- Hylarana mangyanum (Brown and Guttman, 2002)
- Hylarana maosonensis Bourret, 1937
- Hylarana magna (Biju et al., 2014)
- Hylarana margariana Anderson, 1879
- Hylarana megalonesa (Inger, Stuart, and Iskandar, 2009)
- Hylarana melanomenta (Taylor, 1920)
- Hylarana menglaensis Fei, Ye, and Xie, 2008
- Hylarana milleti (Smith, 1921)
- Hylarana milneana (Loveridge, 1948)
- Hylarana mocquardi (Werner, 1901)
- Hylarana moellendorffi (Boettger, 1893)
- Hylarana moluccana (Boettger, 1895)
- Hylarana montanus (Rao, 1922)
- Hylarana montivaga (Smith, 1921)
- Hylarana mortenseni (Boulenger, 1903)
- Hylarana nicobariensis (Stoliczka, 1870)
- Hylarana nigroverrucosa Wiradarma, Amarasinghe, Farajallah, Widayati, Fouquet, Riyanto, Mulyadi, Trilaksono, Arida & Hamidy, 2024[9]
- Hylarana nigrovittata (Blyth, 1856)
- Hylarana novaeguineae (Van Kampen, 1909)
- Hylarana occidentalis (Perret, 1960)
- Hylarana papua (Lesson, 1826)
- Hylarana parkeriana (Mertens, 1938)
- Hylarana parvacola (Inger, Stuart, and Iskandar, 2009)
- Hylarana persimilis (Van Kampen, 1923)
- Hylarana picturata (Boulenger, 1920) - spotted stream frog
- Hylarana raniceps (Peters, 1871)
- Hylarana rufipes (Inger, Stuart, and Iskandar, 2009)
- Hylarana scutigera (Andersson, 1916)
- Hylarana serendipi (Biju et al., 2014)
- Hylarana siberu (Dring, McCarthy, and Whitten, 1990)
- Hylarana signata (Günther, 1872)
- Hylarana similis (Günther, 1873)
- Hylarana spinulosa (Smith, 1923)
- Hylarana sreeni (Biju et al., 2014)
- Hylarana supragrisea (Menzies, 1987)
- Hylarana taipehensis (Van Denburgh, 1909)
- Hylarana temporalis (Günther, 1864)
- Hylarana tipanan (Brown, McGuire, and Diesmos, 2000)
- Hylarana tytleri Theobald, 1868
- Hylarana urbis (Biju et al., 2014)
- Hylarana volkerjane (Günther, 2003)
- Hylarana waliesa (Kraus and Allison, 2007)